# 国華園
株式会社国華園（こっかえん 英: Kokka-en Co.,ltd.）は、大阪府和泉市に本社を置く園芸の種苗や、それにまつわる資材などを取り扱う企業である。1927年創業。

## 概要
創業者の岸脇繁一が1927年（昭和2年）に、国の華（花）である菊の品種改良ならびに販売を中心とした事業を開始したのが始まりである。創業当時より菊に強く、販売のみならず、品種改良により多くの新品種を作り出している。また、本店で毎年行われる菊花展（入場無料）は、全国的に有名で、最高賞は高松宮妃記念杯が授与の他、内閣総理大臣杯などなど。団体客が観光バスに乗って鑑賞しに来ることも多い。また同社の通信販売は世界各国からの園芸用の種苗・園芸資材が購入できる。
現在和泉市内の本店と、貝塚市内の二色の浜の2ヶ所に店を構える（二色の浜店は2003年（平成15年）11月10日開業）。共に1万坪以上の敷地面積を持ち、大阪府下の園芸専門店としては最大規模を誇る。また、宮崎県えびの市に農場がある。
地元関西の大手放送局・ABCテレビで放送中の「おはよう朝日です」でスポンサーを務めており、テレビCMが放送されている。その他にもABCラジオやMBSラジオでもCMが放送されている。また、MBSラジオでは「ありがとう浜村淳です（平日版）」（～2024年3月29日）のコーナースポンサーであったが、同番組終了後の後番組である「ヤマヒロのぴかっとモーニング」にはスポンサーには付かなかった。

## アクセス
- 国道170号大阪外環状線 福瀬町東交差点で旧国道170号に入り、河内長野方向へすぐ。
- 南海バス （河内長野駅〜光明池駅） 福瀬新田バス停下車すぐ

## 菊花展

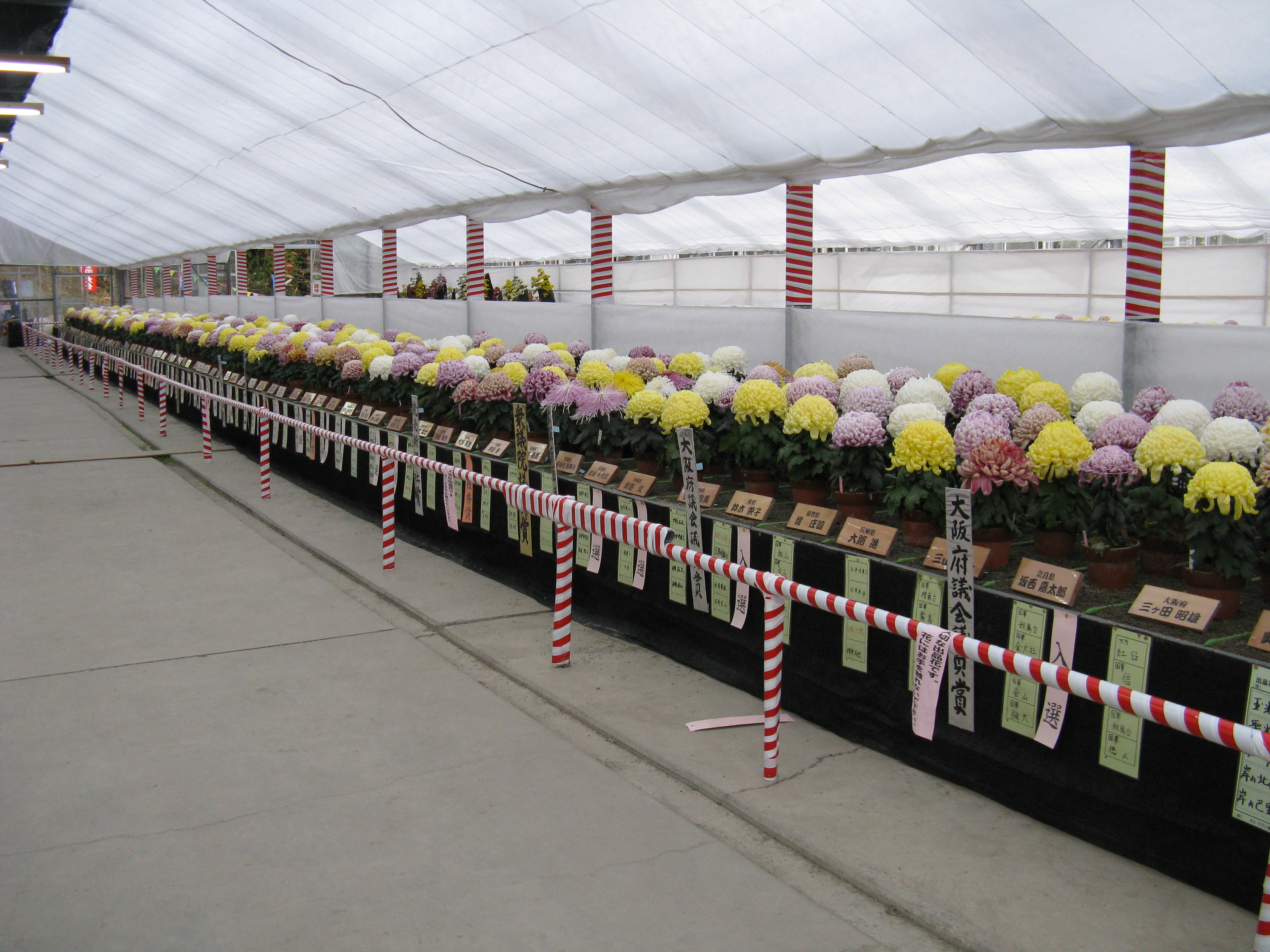
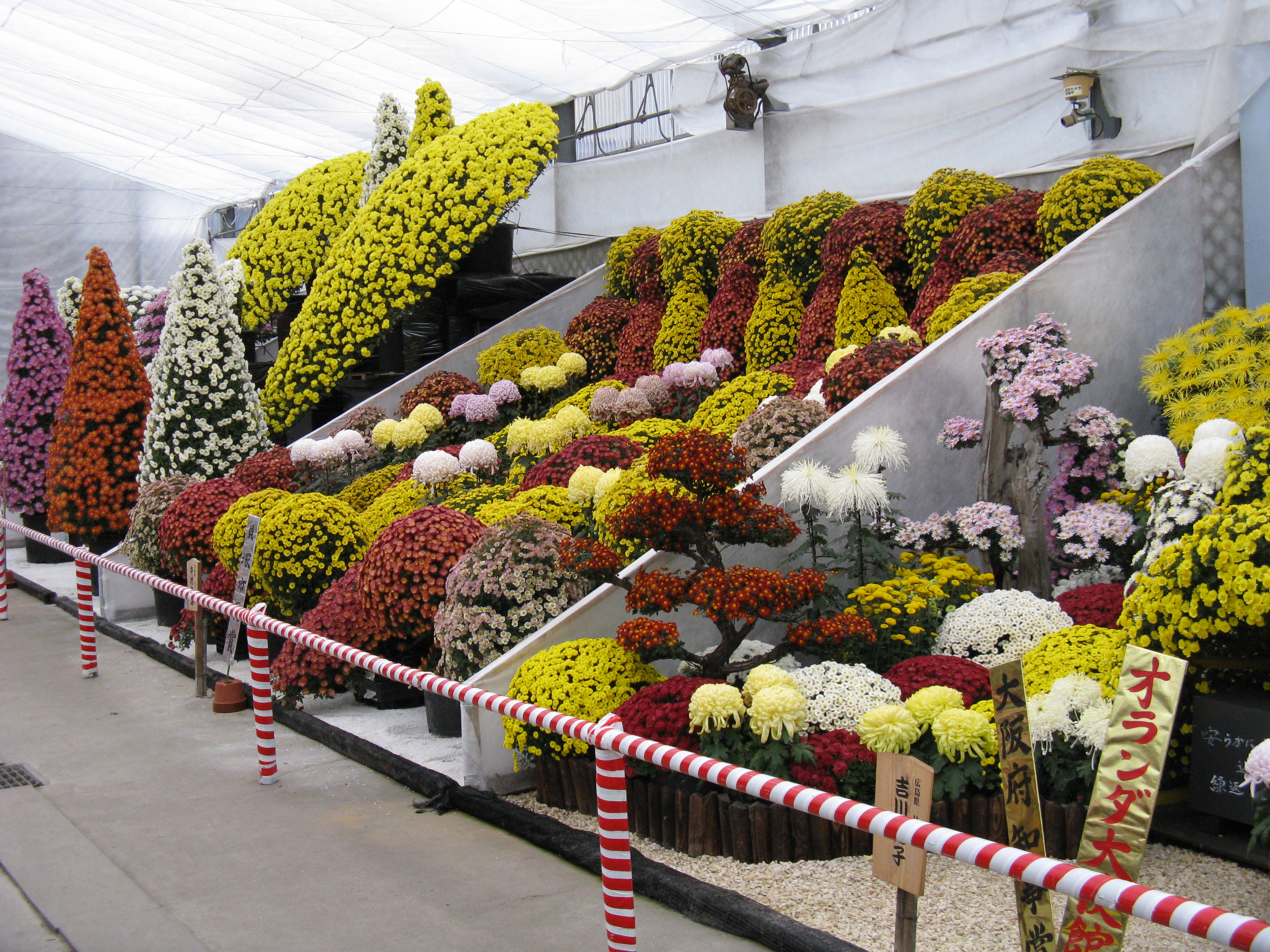

2007年の菊花展の様子

## 「チューリップ球根ガチャ」
2016年秋、同社がオランダより輸入したチューリップの球根を積載したパレットが出荷場で割れて容器が横転、様々な種類の球根が混ざってしまう事故が発生。売り物にならなくなり、廃棄もやむなしという状況で社内のネット販売担当者の提案で「訳ありごちゃまぜチューリップミックス」としてほぼ原価で販売することとした。この一件が話題になる中、何が咲くか分からないことを同社のTwitter担当者がカプセルトイ自販機やスマートフォンのゲームの「ガチャ」になぞらえて「球根ガチャ」と呼んだところ大変な話題となり、テレビでも取り上げられるなどして注目された結果ほぼ11日間で完売する結果となった。翌2017年春にはその完売と開花を記念する企画として、均等に混ぜたチューリップの球根にレアな品種を加えた「チューリップ球根100連ガチャ（SR確定）」というセットを販売している。